# Water Sign
Water Sign (прибл. рус. Водная стихия / Водный знак) — пятый студийный альбом Криса Ри, выпущенный в 1983 лейблом Magnet. В 1998 был переиздан лейблом WEA International. Возможно, наибольшего успеха он достиг в Швеции, заняв 7 место 6 сентября 1983 года и продержавшись в чартах в общей сложности 12 недель.

## Об альбоме
Диск заложил один из краеугольных камней в карьере Криса Ри, хотя и был очень близок к тому, чтобы никогда не быть выпущенным. Звукозаписывающая компания проявляла настолько незначительный интерес по отношению к Крису Ри, что они даже не оплатили профессиональную запись альбома. Что было действительно выпущено, так это демоальбом, записанный Крисом собственноручно, как демонстрация для лейбла, с некоторыми наложениями — отсюда экстенсивное использование драм-машин. Однако, вся ирония как раз в том, что альбом был принят очень хорошо и большинству понравилось новое электронное звучание Криса, и вряд ли они знают, что такие композиции как «I Can Hear Your Heartbeat» могли быть записаны совсем по-другому, будь у Криса свобода действий.

## Список композиций
Слова и музыка всех песен — Криса Ри.
| №   | Название                         | Длительность |
| --- | -------------------------------- | ------------ |
| 1.  | «Nothing’s Happening by the Sea» | 4:18         |
| 2.  | «Deep Water»                     | 4:10         |
| 3.  | «Candles»                        | 4:44         |
| 4.  | «Love’s Strange Ways»            | 3:39         |
| 5.  | «Texas»                          | 4:01         |
| 6.  | «Let It Loose»                   | 3:38         |
| 7.  | «I Can Hear Your Heartbeat»      | 3:30         |
| 8.  | «Midnight Blue»                  | 4:53         |
| 9.  | «Hey You»                        | 4:02         |
| 10. | «Out of the Darkness»            | 3:29         |

### Синглы
1. «Let it Loose» с бонус-треками «Sierra Sierra», «Urban Samurai».
2. «I Can Hear Your Heartbeat» с бонус-треком «From love to love».
3. «Love’s Strange Ways» с бонус-треком «Smile».

## В записи участвовали
| - Крис Ри — вокал, гитара, клавишные, синтезатор - Роберт Авай — гитара - Айан Хокинс — гитара, бас-гитара - Йохан О’Нейлл — бас-гитара - Кевин Лич — клавишные | - Макс Миддлтон — клавишные - Дэйв Мэттекс — барабаны - Эдриан Ри — барабаны - Дэйв Ричардс — валторна, барабаны, ударные, секвенсор - Мартин Дитчэм — ударные - Клод Нобс — губная гармоника (в песне «Nothing's Happening By The Sea») |